# Josef Rodenstock
Josef Rodenstock (Erzhausen, 11 aprile 1846 – Erl, 18 febbraio 1932) è stato un imprenditore tedesco fondatore di Rodenstock, un produttore di sistemi ottici.
Josef Rodenstock nacque a Erzhausen, nella provincia prussiana della Sassonia. Primogenito del "pettinatore di lana, mastro meccanico e commerciante" Georg Rodenstock (1819-1894), aveva 14 anni quando iniziò a vendere merci di vario genere, senza licenza di commerciante, per mantenere la sua famiglia. Imparò presto a ricaricare tubi danneggiati di barometri a mercurio, che acquistava da un altro mercante e vendeva "con qualche vantaggio" durante i suoi viaggi. Infine, imparò a costruire nuovi barometri da solo. Così la famiglia iniziò la produzione in serie all'inizio del 1861. Realizzarono i primi tubi di vetro nella Selva di Turingia e i primi quadranti - stampati con il nome di famiglia Rodenstock a Würzburg.
Nel 1877 fondò a Würzburg l'officina di precisione "G. Rodenstock" insieme al fratello Michael. Vendevano strumenti matematici, fisici e ottici, in particolare occhiali. Josef Rodenstock aveva già sviluppato le cosiddette "lenti a diaframma" negli anni prima di aver aperto l'attività e iniziò dunque a venderle e ad ampliare le sue idee.
Nel 1883 l'azienda fu trasferita a Monaco. Secondo gli annunci del "Fliegende Blätter", Rodenstock aveva già più di 17 punti vendita nell'impero tedesco, in Svizzera, Lussemburgo e in Boemia. L'attività andava così bene che dopo due anni Rodenstock acquistò una proprietà sulle rive del fiume Isar, nel punto in cui si è trovata la sede della Rodenstock GmbH fino al 2012. La nuova fabbrica, fondata nel 1898 a Regen, nella Foresta Bavarese, è tuttora in attività. Rodenstock morì, all'età di 85 anni, a Erl, in Tirolo, nella Prima Repubblica d'Austria.
Alexander Rodenstock (1883-1953), il figlio maggiore di Josef Rodenstock, non riuscì a completare i suoi studi di fisica presso l'Università tecnica di Monaco, dal momento che ricevette la chiamata di suo padre per entrare in azienda nel 1905. La società lavorò in qualità di optometrista secondo il mandato imperiale di nomina dell'imperatore tedesco e re di Prussia Guglielmo II.